# Neottia divaricata
Neottia divaricata là một loài thực vật có hoa trong họ Lan. Loài này được (Panigrahi & P.Taylor) Szlach. mô tả khoa học đầu tiên năm 1995.